# Récif Boxall
Le récif Boxall (en anglais Boxall Reef, en philippin Rajah Sulayman, en mandarin Niú chēlún jiāo (en sinogrammes 牛车轮礁), en vietnamien Đá Long Điền), est un atoll des îles Spratleys en mer de Chine méridionale situé au nord-est de Dangerous Ground,.

## Géographie
Le récif Boxall est un atoll corallien océanique qui s'est développé au sommet d'un mont sous-marin dans la partie sud des îles Spratleys.
Le récif est situé à moins de 90 milles marins à l'ouest de l'île de Palawan et environ 157 milles marins au nord-ouest de l'île de Bornéo.
Les caractéristiques géographiques peu profondes les plus proches situées entre 18 et 19 milles marins sont le récif Sabina au nord-est, le banc Second Thomas au nord-ouest et le banc Premier Thomas au sud-ouest,.
Il s'agit d'un récif allongé en forme de gouttelette d'eau dont le grand axe pointe du sud-ouest au nord-est et mesure environ 1,9 km. La partie médiane mesure 1,1 km de large. La couverture aérienne de cet atoll est de 1,62 km2 comprenant un platier récifal de 1,47 km2 et une petite pente récifale de 0,15 km2. Le platier récifal est profond de 1 à 1,4 mètres sur le bord extérieur et de 3 à 4 mètres dans la partie central sableuse par rapport au niveau moyen de la mer. La pente externe est raide.
Il n'y a pas de lagon sur le récif Boxall ni de rochers visibles à marée haute.

## Revendication de souveraineté
Comme pour toutes les îles Spratleys, la propriété de l'atoll est contestée. Le récif Boxall est contrôlé par les Philippines mais est revendiqué par la république populaire de Chine, le Viêt Nam et la république de Chine (Taïwan).

## Structures artificielles
Il n'y a pas de structures artificielles sur le récif Boxall en 2024.